# 국외관할권
국외관할권은 법이나 기구의 적용범위가 그 영토를 벗어난 것이다. 국가가 아닌 행정구역 등에 있어서는 치외관할권이라는 말도 사용된다.

## 주둔 외국군대
지위협정에 따라 그 나라의 법조 적용이 면제되고, 대신 군대의 소속국의 법이 국외에서도 적용되는 일이 많다.

## 형사법
보편관할권은 전세계에 적용되는 관할권으로, 이를 따르는 입장을 세계주의라고 한다.

## 같이 보기
- 보편관할권
- 형사관할권
- 국제형법
- 경제 제재